# James David Christie
James David Christie (Wisconsin, 1952) is een Amerikaans organist en muziekpedagoog.

## Levensloop
In 1970 studeerde hij bij David Boe aan het Conservatory of Music in Oberlin bij Boston en behaalde zijn diploma in 1975. Hij studeerde verder aan het New England Conservatory, waar hij zijn doctoraat bekwam in 1977 en 1978. Voor orgel studeerde hij over de jaren bij Byron Blackmore, David Boe, Marie-Claire Alain, Harald Vogel, Yuko Hayashi en Bernard Lagacé. Hij volgde ook lessen klavecimbel bij Fenner Douglass en Lisa Goode Crawford.
In 1979 was hij de eerste Amerikaan die de Eerste prijs won in het orgelconcours in het kader van het Festival Musica Antiqua in Brugge. Hij won ook de publieksprijs. Hij werd enkele jaren later uitgenodigd om deel uit te maken van de jury in dit concours. Hij was jurylid in 1985, 1988 en 1991. Hij is ook jurylid geweest bij internationale wedstrijden of bij eindexamens in conservatoria, onder meer in Montreal, Boston, New York, Dublin, Worcester, Lille, Parijs, Speyer en Luik. Hij maakte ook deel uit van de internationale jury voor het kiezen van een nieuw orgel voor het Paleis voor Schone Kunsten in Brussel. Hij was jurylid in 1996 in het Johann Sebastian Bach Internationaal Concours in Leipzig.
Hij is zeer actief in het geven van concerten in Europa, de Verenigde Staten, Canada en Japan, hetzij solo of met symfonie orkesten. Hij heeft gespeeld onder de leiding van Seiji Ozawa, Kurt Masur, Klaus Tennstedt, Charles Dutoit, Leonard Bernstein, Andrew Davis, Roger Norrington, Trevor Pinnock, Andrew Parrott, John Williams, Robert Craft and Christopher Hogwood. Specialist in oude muziek heeft hij ook al vaak hedendaagse composities gecreëerd, van componisten zoals George Crumb, Ellen Taaffe Zwilich, Daniel Pinkham en anderen. 
Christie doceert in Boston aan het Oberlin Conservatory of Music (hij is er voorzitter van het orgeldepartement) en is 'artist in residence' aan het College of the Holy Cross in Worcester. Sinds 1979 is hij de organist van de Boston Symphony Orchestra. Hij is ook de stichter van het Ensemble Abendmusik, een orkest met oude instrumenten en een koor, gewijd aan 17de-eeuwse muziek. Hij heeft ook veel grammofoonopnamen op zijn naam staan bij de platenproducenten Decca, Nonesuch, Philips, Koch International, BMG, Northeastern records, Bridge en Naxos.
In 1980 ontving hij een eredoctoraat van de New England School of Law voor zijn verdiensten in het muziekleven van Boston.

## Discografie
- The 1985 Taylor & Boody Organ (JAV)
- Sweelinck: Organ Works (Naxos)